# Ojczyzna (organizacja)
Ojczyzna (kryptonim Omega), inna nazwa: Organizacja Ziem Zachodnich „Ojczyzna” – polska organizacja konspiracyjna o charakterze narodowym, działająca od końca 1939 do poł. 1945 przede wszystkim na terenach polskich włączonych do Rzeszy Niemieckiej. Pod względem ideowo-politycznym reprezentowała poglądy skrzydła „starych” endeków.

## Historia
Została utworzona pod koniec września lub na początku listopada 1939 Poznaniu z inspiracji przedwojennych działaczy Stronnictwa Narodowego. Jej współzałożycielami byli m.in. Kirył Sosnowski ps. „Konrad”, „Sępiński”, ksiądz prałat Józef Prądzyński, hrabia Adolf Rafał Bniński, Witold Grott, Czesław Kiełczewski, Stanislaw Smockiewicz ant Witold Ewert-Krzemienewski. Oficjalną nazwę przyjęto w końcu 1939 r. w nawiązaniu do przemówienia paryskiego Ignacego Paderewskiego, w którym określił Polskę jako ojczyznę wszystkich Polaków. Na czele organizacji stał W. Grott ps. „Adam”, a od stycznia 1942 – Jan Jacek Nikisch ps. „Jacek”, „Leszek”. Faktycznym zwierzchnikiem był ksiądz J. Prądzyński. 
Ojczyzna miała charakter kadrowego ruchu społeczno-politycznego. Szacuje się, że jej liczebność nie przekroczyła 500 członków. Prowadziła głównie działalność propagandową, tajne nauczanie, samopomoc i akcje charytatywne wśród Polaków na ziemiach wcielonych do Rzeszy. Ważną rolę odgrywało przesyłanie do władz Polskiego Państwa Podziemnego raportów sytuacyjnych dotyczących tych ziem. Według założeń programowych przedstawionych we Wskazaniach ideowych z 1943 przyszła Polska miała mieć charakter narodowo-katolicki ze sprawiedliwym ustrojem społeczno-gospodarczym. Zachodnia granica państwa miała być oparta na Odrze i Nysie Łużyckiej. Ojczyzna była podporządkowana Delegaturze Rządu na Kraj i Związkowi Walki Zbrojnej. Wiosną 1940 r. jej członkowie współtworzyli Okręg Poznański ZWZ oraz biuro i przedstawicielstwa Głównego Delegata Rządu dla ziem wcielonych do Rzeszy. W krótkim czasie rozszerzono działalność na Warszawę, Śląsk i Pomorze. 
Organizacja liczyła ogółem ok. 400–500 członków, głównie uczonych, dziennikarzy, prawników, księży, intelektualistów. Po aresztowaniach w Poznańskiem w latach 1941–1942 jej kierownictwo przeniosło się do Warszawy, gdzie zorganizowano Sekcję Zachodnią w Departamencie Informacji i Prasy oraz Biuro Ziem Zachodnich Delegatury Rządu na Kraj. Z jej inicjatywy powstały takie konspiracyjne instytucje, jak Uniwersytet Ziem Zachodnich, Instytut Zachodni i Zachodnia Agencja Prasowa. Wydawała książki w ramach swojej serii wydawniczej Biblioteka Ziem Zachodnich, prasę podziemną, m.in. „Polska”, „Biuletyn Zachodni. Informacje z Ziem Zachodnich Rzeczypospolitej”, „Ojczyzna”, miała własne wkładki w pismach rządowych „Ziemie Zachodnie Rzeczypospolitej” i „Zachodnia Straż Rzeczypospolitej”. 
1 kwietnia 1944 Ojczyzna weszła w skład Porozumienia Organizacji Narodowych, a wraz z nim do Rady Jedności Narodowej, a jej przewodniczący od 15 lipca tego roku zasiadał w Prezydium RJN. 15 lipca 1945 nastąpiło jej oficjalne rozwiązanie. Po zakończeniu wojny funkcjonowały jeszcze ośrodki podziemne w Poznaniu i Katowicach. Zarazem  postanowiono włączyć się w akcję przejmowania ziem zachodnich i dlatego ujawniono przed nowymi władzami Instytut Zachodni z jego potężnym dorobkiem, występując ze struktur Polskiego Państwa Podziemnego. Zwolennikiem porozumienia ze środowiskiem Ojczyzny był Władysław Gomułka. Jednak po odsunięciu go od władzy, byłe kierownictwo Ojczyzny zostało aresztowane i sądzone w sierpniu 1950 przed Wojskowym Sądem Rejonowym w Warszawie.

## Działacze
- Edmund Męclewski
- Edward Serwański
- Kazimierz Popiołek
- Alojzy Targ